# Selvsving (program)
Selvsving var et satireprogram i radioen, der tog ugens begivenheder under behandling i en række korte sketches. Programmet blev sendt på P3 i perioden 1996-97 og på P1 fra 2006 til 2016. Hovedmændene bag programmet var Lars le Dous, Oliver Zahle og Jens Korse, samt teknikeren Peter Lous.

## Historie
Programmet startede oprindeligt i 1996, hvor det overtog pladsen som P3's søndagssatire efter programmet Det der om søndagen, der tidligere havde stået for satiren søndag formiddag kl. 10.30–11. I starten kom man med opfordringer til lytterne om selv at indsende sketches, men det vides dog ikke i hvor stor grad folk benyttede sig af dette, samt hvor meget af det eventuelt indsendt materiale, der efterfølgende blev benyttet. Efter at have sendt i to år, ophørte programmet ved udgangen af 1997, da holdet bag på daværende tidspunkt var løbet sur i den satiriske centrifuge, og Det Brune Punktum overtog sendetidspunktet.
Programmets hovedmænd var dog ikke slået helt ud efter programmets ophør, og i årene derefter fik de frembragt 3 novellefilm, der til tider stadigvæk genudsendes i DR regi.
Filmene omhandler det samme tema, som var gennemgående i "Aske og Janus"- figurene, nemlig den totale overfladiskhed, der findes i samfundet, hvor man kommer længst, hvis man kan de rigtige floromvundne floskler, uanset om man er en nørd, der får fat i et bånd fra en alternativ kunstudstilling, et søskendepar, der let uventet kommer til at arrangere et "kanindræberkursus" (med stærk hjælp fra en hundedressurbog), eller en elendig jysk Stand-up komiker, som der er flere penge i som død (i den sidstnævnte film finder man også ud af at Michael Learn to Rock's succes i østen er det rene bluff, og at de i virkeligheden sidder i en kælder i København, når de skal forestille at være på turné).
I 2006 genopstod radioprogrammet på P1 som et 8-minutters indslag hver fredag morgen. I januar 2017 annoncerede holdet bag Selvsving at de havde valgt at stoppe.

## Indhold

### 1996-97
Programmet indledtes af Margaret Lindhardt, der bekendtgjorde, at radioen inden for den næste halve time kan gå i selvsving, hvorfor “Det er altså ikke Deres radio, der er noget i vejen med, det er hele Danmarks Radio”.
Herefter tordnede Lars le Dous frem med Ugerevyen, hvor han med højtidelig stemmeføring som i biografernes gamle ugerevyer berettede om ugens begivenheder, hvorefter programmet gik over i diverse sketchs om ugens begivenheder. Disse kunne eksempelvis være en spillefilmstrailer, der i bedste Lars von Trier-stil beskriver hvor besværligt det egentligt er at komme fra Nørreport til Hillerød når man har rejsefobi, eller et besøg hjemme hos daværende statsminister Poul Nyrup Rasmussen, hvor man hører ham brainstorme til diverse taler, eksempelvis da han skulle møde den daværende amerikanske præsident Bill Clinton i 1997:
"Kære Clint... Kære Møens Klint... ..ja der er jo smukt og dejligt dernede, men det ligger jo så langt væk, hvad med.... Kære Køge bugt, det ligger jo tættere på og så kan han også se Arken... Kære Ark! ...Nej det går ikke..."
Ud over den aktuelle satire var der også adskillige mere almengyldige indslag, som for eksempel "Dyp-selv-kondom", "Den lille hvide kanin Keppie-Kneppie" (om politisk korrekthed), samt diverse reklameparodier, såsom "Absolut Lut", "Absolut Åndsvagt Omkvæd" og "Absolut Radioavis 7". Desuden var der de to Kaospiloter Aske og Janus, der gør alt for at være med på beatet og hip med de hippe. – Altså på den fede måde!
I begyndelsen var sidste sketch i programmet som regel én, de var gået i stå med, hvorfor de måtte ringe til forskellige firmaer eller institutioner for at få hjælp til at lave sketchen færdig. – Ofte med meget interessante resultater.
Efterhånden som de havde fået produceret en passende mængde sange, som regel forfattet af Jens Korse, gik man over til at afslutte med et af "De satiriske vers", hvor oplægget til sangen kunne variere. Disse sange blev efter programmets ophør spillet ved en stor koncert på spillestedet Vega i København, og showet kunne sidenhen ses i to dele på DR tv.
I 1997 udkom en "CD-bog-CD", som de selv kaldte den, med de bedste sange og sketches, og i 2000 blev det fulgt op af et dobbeltalbum, hvor den ene cd indeholdt samme materiale som den første udgivelse.

#### Sange fra perioden 1996-97 (ufuldstændig)
- "Jeg Troede Du Var Ib Michael" ("Jeg troed' du var hos Michael" af Souvenirs)
- "Ganske Hyggeligt Paradis" ("Gangsta's Paradise" af Coolio)
- "Kitch" ("Kiss" i The Art of Noise feat. Tom Jones udførelse)
- "Koncept" ("Convoy" Af C.W. McCall)
- "Dekalog" ("Diggloo" af Herreys)
- "Stemmer på en stiv" ("Stemmen i mit liv" af Chief One og Kølig Kaj)
- "Jord I Hovedet-Sang ("Earthsong" af Michael Jackson)
- "Nordvest ("Go West" i Pet Shop Boys udførelse)
- "Big Bucks in Red and White ("Big Boys in Red and White" af Fodboldlandsholdet)
- "Med Ungtur i Spanien ("Macarena" af Los del Rio)
- "Spice Girls ("Wannabe" af Spice Girls)
- "Mit sexliv ("If I Only Knew" af Tom Jones)
- "Sidste Jul" ("Last Christmas" af Wham!)
- "Johnny fra Greve" ("Johnny på havet" af Sneakers)
- "Bibbi og Kim" ("Barbie Girl" af Aqua)
- "Festivalsangen" ("Kald det kærlighed" af Lars Lilholt, "Sådan nogle som os" af Poul Krebs)
- "Så kan i godt tør' det grin af" ("Don't Cry for Me, Argentina" af Andrew Lloyd Webber)
- "Bohemian Meningsmåling" ("Bohemian Rhapsody" af Queen/Freddie Mercury)
- "Mercedes Benz" ("Mercedes Benz" af Janis Joplin)
- "Når du hører riffelskud" ("When You Wish Upon a Star" af Leigh Harline og Ned Washington)

### 2006-2016
Efter at have ligget i mølpose i næsten 10 år, blev programmet i 2006 taget frem igen, kortet ned til 8 minutter og skiftede kanal til P1.
Dette betød naturligvis noget for indholdet, men Margrethe Lindhardts intro og Lars le Dous ugerevy fortsatte, ligesom Aske og Janus til tider dukkede op og diskuterede hvad der var hipt, og så var der naturligvis også stadigvæk højaktuelle satiriske sange til at runde programmet af.
I stedet for Poul Nyrups brainstorm fik man Anders Fogh Rasmussens diskussion med sin spindoktor, der efter Foghs afgang blev erstattet af Lars Løkke der fortæller godnathistorier for sin søn.

#### Sange fra perioden 2006-2016 (ufuldstændig)
- Burka ("Burhøns" af Gnags)
- Jeg skulle have haft flexlån ("Jeg Skulle Ha' Været Taxachauffør" af Dan Turéll & Halfdan E)
- Nede i NATO ("In The Ghetto" med Elvis Presley).
- CO2 vi skal dø (Se Venedig og dø)
- Klaus Bondam ("Ghostbusters" af Ray Parker Jr.)
- Dow Jones (Doctor Jones)
- Troels Lund Poulsen style ("Gangnam Style" af PSY)
- Johanne (Jolene)
- Maori Marie (O Marie, jeg vil hjem til dig)
- Spin-docter'n sir' (Spændt op til Lir)
- Løkke og de gyldne sko (Diggi-Loo Diggi-Ley af Herreys)
- Mink (Think)
- SF - Les Misérables (Les Misérables)
- BT (Beat it)
- Bohemian embedsmænd ("Bohemian Rhapsody" af Freddie Mercury (Queen))
- Friværdi Staden (Christiania Sangen I kan ikke slå os ihjel)
- Kun med kontanter ("Hakuna Matata" af Elton John (musik) og Tim Rice (tekst))
- Den Himmelske feds plads
- Venstreløvernes konge (Løvernes Konge; "En Verden Af Liv", "Jeg Blir' Meget Snart Majestæt" og "Hakuna Matata" alle af Elton John (musik) og Tim Rice (Tekst))
- I Nordea (In the Navy af Village People)

## Medvirkende
De fire hovedmænd, samt:

### 1996-1997
Tekstforfattere
- Carsten Colling
- Lars Mering
- Anne Marie Olesen
- Morten Riemann

Skuespillere
- Mikael Bertelsen
- Sara Bro
- Mogens Jensen (Poul Nyrups stemme)
- Margaret Lindhardt
- Karsten Pharao
- Henrik Prip
- Henrik Prætorius
- Pia Røn
- Paprika Steen

Sangere
Sang:
- Jesper Balsløv (Nordvest)
- Carsten Bjørnlund (Ganske hyggelig paradis, Kitch, Koncept, Vi er alle venner)
- Jakob Launbjerg (Dekalog)

Kor:
- Anne Borg (Vi er alle venner)
- Ditte Eckstein (Vi er alle venner)
- Ulrik Hansen (Nordvest)
- Martin Jantzen (Nordvest)
- Johnny Jørgensen (Koncept, Dekalog, Nordvest)
- Henrik Launbjerg (Ganske hyggeligt paradis)
- Koret Læderhalsene (Nordvest)
- Pernille Petterson (Koncept)
- Karen Rosenberg (Kitch, Koncept)

Musik:
- Halfdan E.

Producer og teknik:
- Peter Lous

### 2006-2016
Tekstforfattere:
- Lars le Dous
- Oliver Zahle
- Peter Lous
- Jens Korse

Skuespillere:
- Henrik Prætorius
- Peter Føhns
- Martin Clante
- Lea Weck

Sangere:
- Kenneth Thordal
- Sussie Lindström
- Sigurd le Dous
- Peter Føhns
- Gertrud Dühring
- Mette Dahl Trudslev